# بيل إغرز
بيل إغرز (بالإنجليزية: Bill Eggers)‏ هو لاعب غولف أمريكي، ولد في 27 ديسمبر 1932، وتوفي في 25 أبريل 1994.